# Iván Petrella
Fernando Iván Petrella (9 de noviembre de 1969) es un teólogo y político argentino. Hijo del vicecanciller de Argentina durante el gobierno de Carlos Menem, Fernando Petrella, director de la Fundación Pensar. Fue legislador de la Ciudad Autónoma de Buenos Aires por el PRO entre 2013 y 2015, y Secretario de Integración Federal y Cooperación Internacional del Ministerio de Cultura de Argentina entre diciembre de 2015 y diciembre de 2017.

## Teología y política
Nacido en Buenos AiresEn 2011 fue electo legislador porteño por el Pro
En 2018 el matrimonio Daiana Molero e Iván Petrella fue atravesado por la polémica cuando había sido designado al frente de la Secretaría de Integración Federal y Cooperación Internacional del Ministerio de Cultura, tras ello designó a su esposa en un puesto jerárquico en el Estado.

## Fundación Pensar
Desde mediados de 2010 dirige Fundación Pensar, perteneciente al partido PRO. Además de ser uno de los directores de la Fundación argumento que son financiados por "aportes privados", pero se niegan a revelar detalles sobre quiénes sostienen la estructura. Algunos analistas consideran que, el fin subyacente de la fundación es recibir todos los aportes privados que el PRO, —dadas las leyes de financiamiento político y de campañas—, no puede recibir en forma directa".En 2014 la Procuraduría de Criminalidad Económica y Lavado de Activos (Procelac) denunció a varios ministros por desvío de fondos públicos porteños que terminaron en la fundación Pensar. En 2015 imputaron a Hernán Lombardi y al presidente de la Fundación Pensar Matteo Goretti por lavado de activos. Para la fiscal, la fundación "obtuvo recursos del gobierno de la ciudad por al menos $ 1.302.153 para beneficiar ilícitamente a la Fundación Pensar, valiéndose de la Fundación CEPPA e invocando fraudulentamente el Régimen de Promoción Cultural". Candidato a legislador de la Ciudad de Buenos Aires por el partido PRO. Desde su puesto como legislador se denunció que Petrella “obstaculizó” distintos proyectos relacionados con los inquilinos como “el subsidio para personas con discapacidad que quieran alquilar, o el pedido de informe sobre el programa Alquilar se Puede”, programa lanzado durante las PASO porteñas, cuando se gasto millones de pesos en una campaña publicitaria nacional del programa Alquilar se Puede; el resultado fue millones de pesos gastados para un programa que abarcó a solo ocho inquilinos.
Desde diciembre de 2015 hasta 2019 fue nombrado por Mauricio Macri secretario de Integración Federal y Cooperación Internacional del Ministerio de Cultura.[cita requerida]

Durante su paso por el ministerio fue denunciado por adoctrinamiento por difundir libros para niños con consignas del gobierno y eslogans de campaña electoral del macrismo.